# Csáktornyai Zoltán
Csáktornyai Zoltán (Budapest, 1886. december 5. – Budapest, Erzsébetváros, 1921. március 20.) magyar festő, a nagybányai művésztelep második nemzedékének jellegzetes egyénisége.

## Életpályája
Csáktornyai Aranka fiaként született. Neveltetéséről nagybátyja, Diner-Dénes József művészeti író gondoskodott, ahogyan tudott. Ő küldte a 16 éves fiút Nagybányára, mihelyt megnyílt ott 1902-ben a szabadiskola, Diner-Dénes felkérte Iványi-Grünwald Bélát, hogy felügyeljen a fiúra és tanítsa őt festeni. Eleven eszű, festőileg is tehetséges és erős kritikai szellemmel megáldott fiatalember volt, bírálta társai munkáit, jellembeli esendőségeit. Tanárait is „vizsgáztatta”, a tanároktól egymástól függetlenül is kért korrektúrákat, kíváncsi volt, hogy melyik korrektúráz jobban, ez a csínytevése a többi diákra is átterjedt, de Ferenczy Károly hamar rájött, aztán minden diáknak fel kellett írni a rajzra, hogy melyik tanár a korrektora.
Fejlődött Csáktornyai tudása párizsi útjai idején, 1906–1910 között a Julian Akadémián Jean-Paul Laurens korrigálta. Firenzébe is eljutott. 1910-ben már gyűjteményes kiállítása volt a Művészházban. Eztán megint Nagybányára tért vissza feleségestül, egy orosz szobrásznőt vett el Párizsban, szépen éltek, tisztelte a feleségét mindenkinél jobban. 1912 augusztusában 7 olajfestménnyel szerepelt a nagybányai jubileumi kiállításon, ezekből egy csendélet volt, 6 pedig tájkép, a csendélet a Kultuszminisztérium tulajdonából, a tájképek pedig magángyűjtőktől kerültek a kiállításra, tehát már anyagilag is boldogult az ő festményeivel.
1912 őszén a Műcsarnokban állított ki, elnyerte ott a Reökk Szilárd-díjat egy kocsmai enteriőrrel, az Asztalnál ülő emberek c. festményével, mely leginkább naturalista stílusban fogant. 1913-ban ismét szerepelt kiállításon a Műcsarnokban, ezúttal a nagybányai plein air-es, sőt némi Renoir-hatást is hordozó Uzsonnázók a kertben c. festményével. 1915-ben tüzérönkéntes kiképzésben vett részt. Az 1917/18-i műcsarnoki téli kiállításon Őszi délután c. alkotása szerepelt. Termékeny festő volt, 1919-ben és 1921-ben az Ernst Múzeumban rendeztek műveiből gyűjteményes kiállítást. Halála után szintén az Ernst Múzeumban rendezték meg emlékkiállítását.
Hirtelen és fiatalon ragadta el a halál, szívszélhűdésben halt meg.  Két árva gyermeket és egy özvegyet hagyott maga után.

## Műveiből

Nagybányai ház (c. 1911)

- Nagybányai ház (c. 1911)
- Nagybányai dombok (c. 1911)
- Asztalnál ülő emberek (1912)
- Uzsonnázók a kertben (1913)
- Őszi délután (1917)
- Monte Santo (1919; MNG)
- Este felé (1921; MNG)

## Társasági tagság
- Nagybányai Festők Társasága (NFT) (1913–1921)
- Szinyei Merse Pál Társaság (1920–1921)

## Díjai, elismerései
- Műcsarnok Reökk Szilárd-díja (1912)

## Külső hivatkozások
- Csáktornyai festőművész tragikus halála